# Joeri Romanenko
Joeri Viktorovitsj Romanenko (Russisch:  Ю́рий Ви́кторович Романе́нко) (oblast Orenburg, 1 augustus 1944) is een Russisch voormalig ruimtevaarder. Romanenko’s eerste ruimtevlucht was Sojoez 26 en vond plaats op 10 december 1977. Doel van deze missie was een koppeling uitvoeren met ruimtestation Saljoet 6. 
In totaal heeft Romanenko drie ruimtevluchten op zijn naam staan, waaronder een langdurig verblijf aan boord van het Russische ruimtestation Mir. Met 326 dagen was het op dat moment het langste verblijf in de ruimte. Tijdens zijn missies maakte hij drie ruimtewandelingen. 
In 1988 ging hij als astronaut met pensioen. Hij is de vader van ruimtevaarder Roman Romanenko.